# مقبرة المسلمين
مقبرة المسلمين أو جَبَّانة المسلمين هي مقبرة أو مكان يدفن به الأموات من المسلمين فقط، سواء بشكل فردي أو جماعي، حيث أنه بحسب الدين الإسلامي لا يجوز دفن المسلم في مقابر غير المسلمين ولا العكس، إلاّ في حالة الضرورة القصوى، كأن لا يكون له مكان في غيرها،

## أشهر مقابر المسلمين

### مصر
- القرافة.
- مقابر العمود.[2]

- مسجد الرفاعي.

### السعودية
- البقيع.[3]
- مقبرة المعلاة.
- مقبرة العود.

### العراق
- مقبرة الخيزران.
- مقبرة وادي السلام.
- مقابر بغداد.

### المغرب
- مقبرة الشهداء.
- ضريح محمد الخامس.

### دول أخرى
- مقبرة المسلمين بستراسبورغ.
- مقبرة المسلمين الأشوريين.
- أستانا جيريبانجون.
- مرقد شاه جلال

## معرض الصور

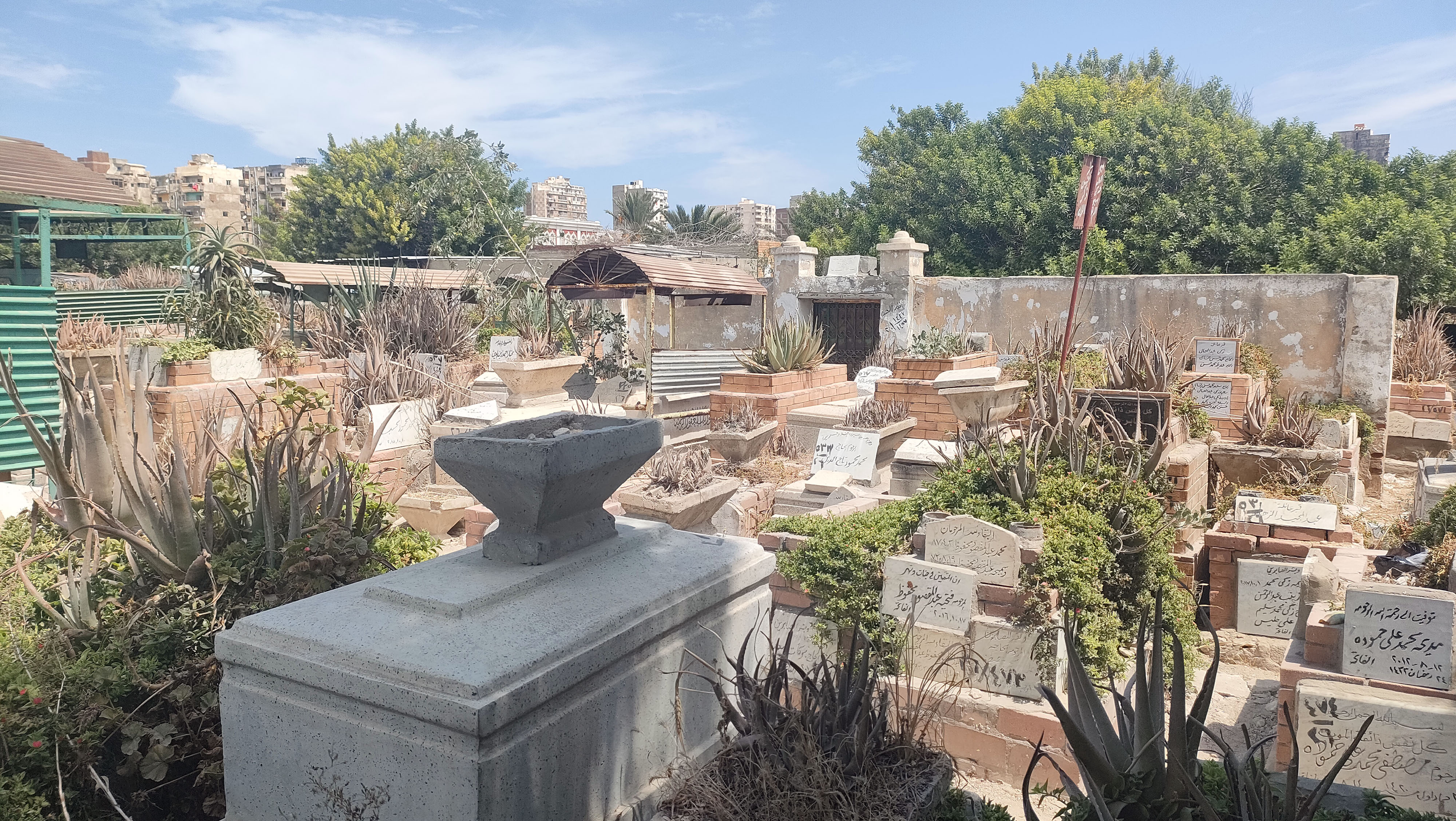
مقابر العمود بالإسكندرية بمصر
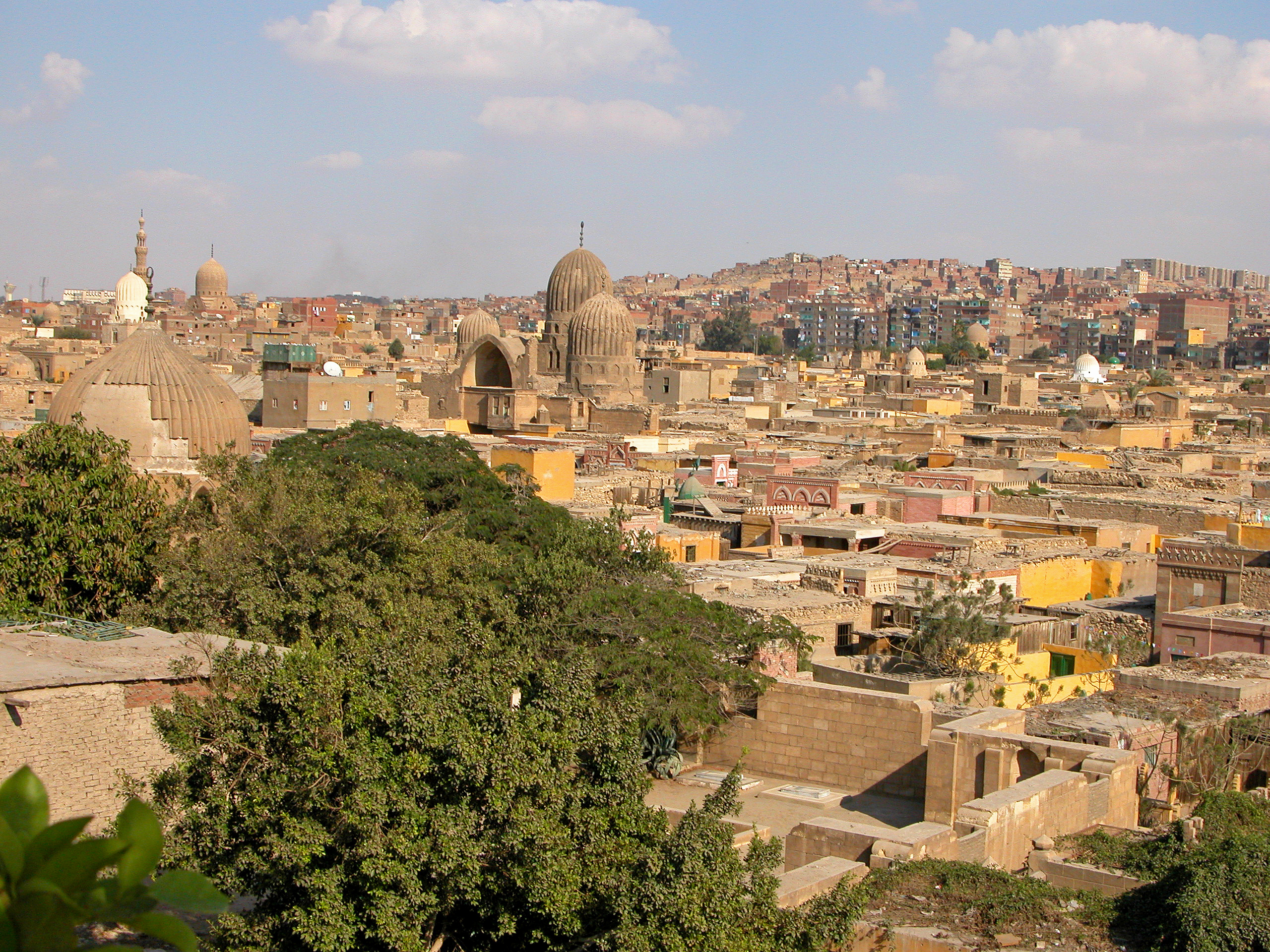
القرافة بالقاهرة بمصر
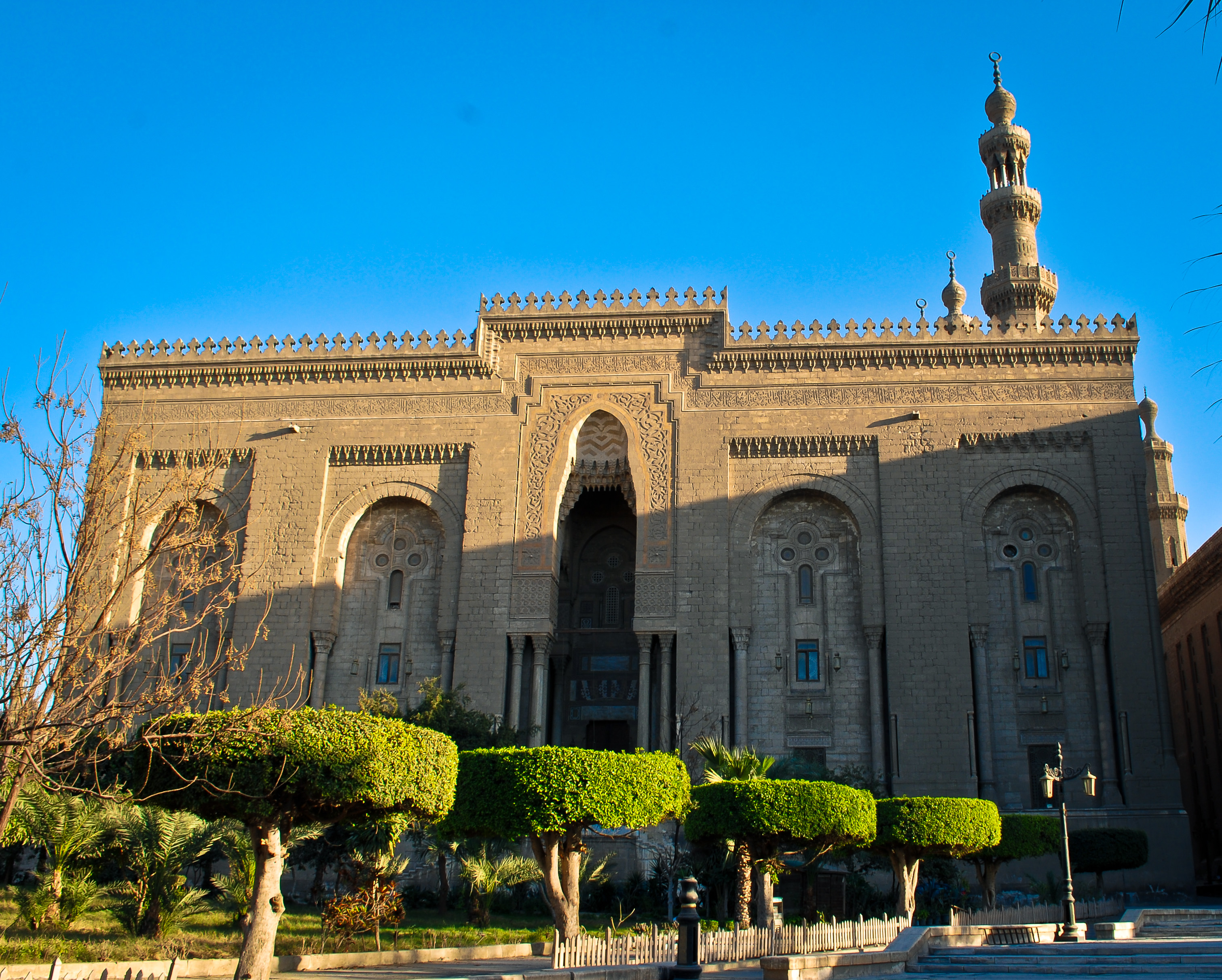
مسجد الرفاعي بالقاهرة
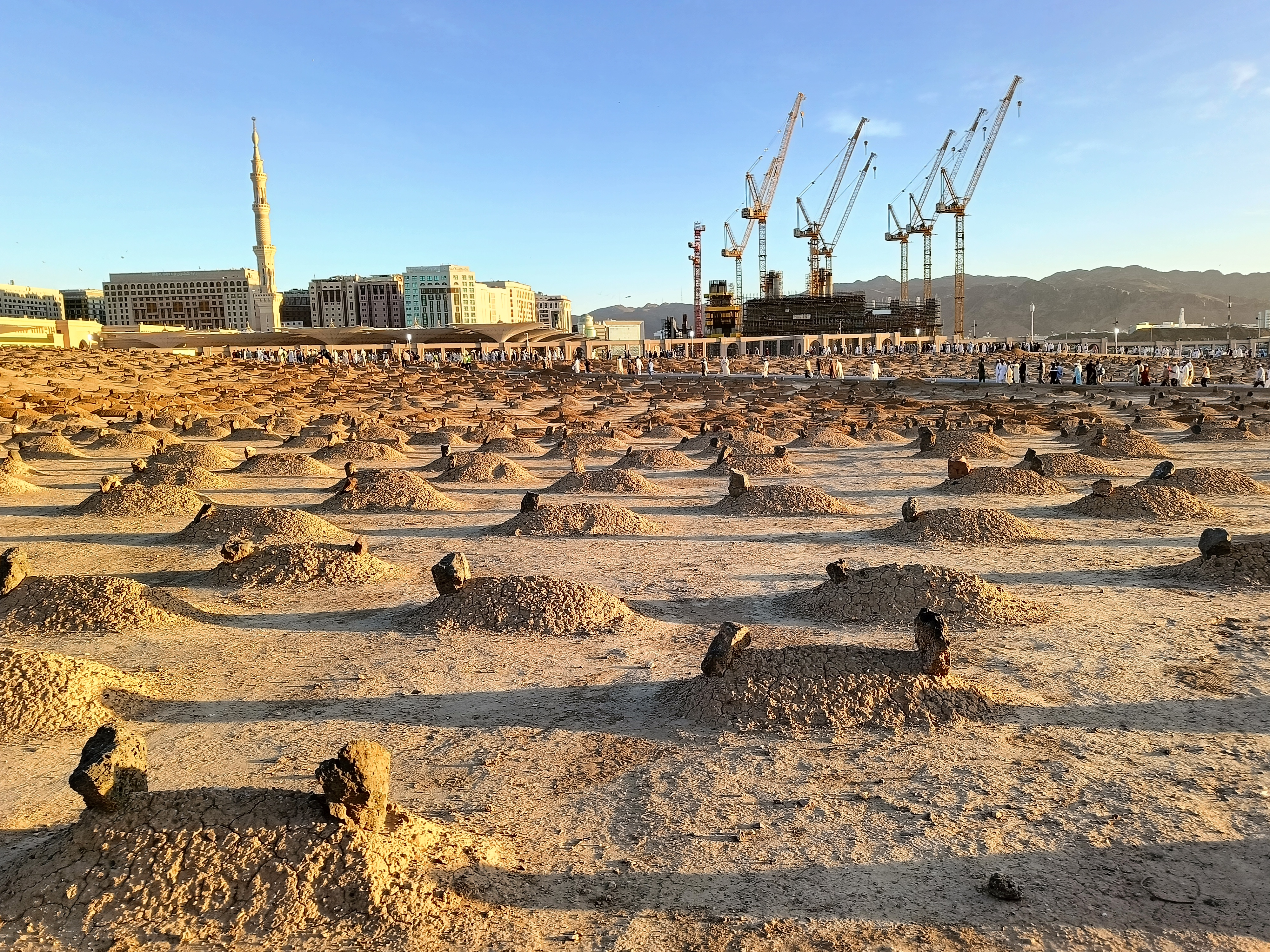
البقيع بالمدينة المنورة بالسعودية
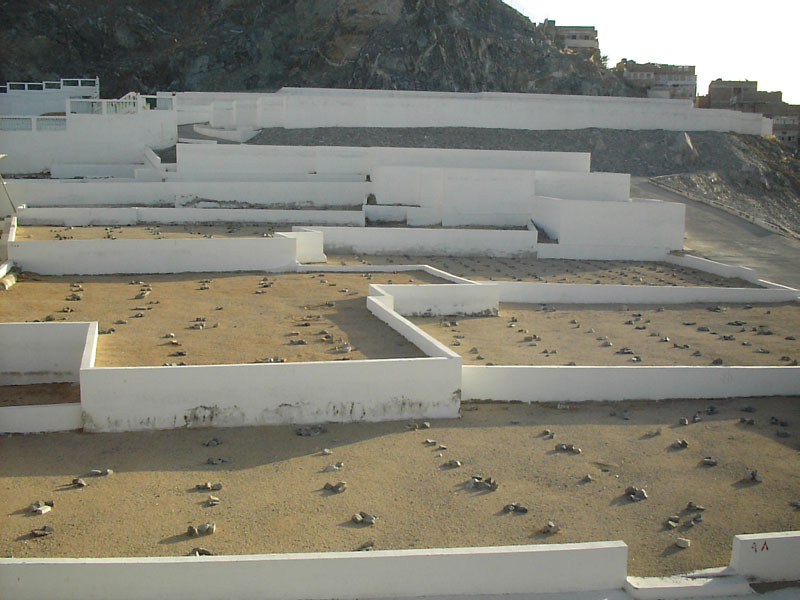
مقبرة المعلاة بمكة المكرمة بالسعودية
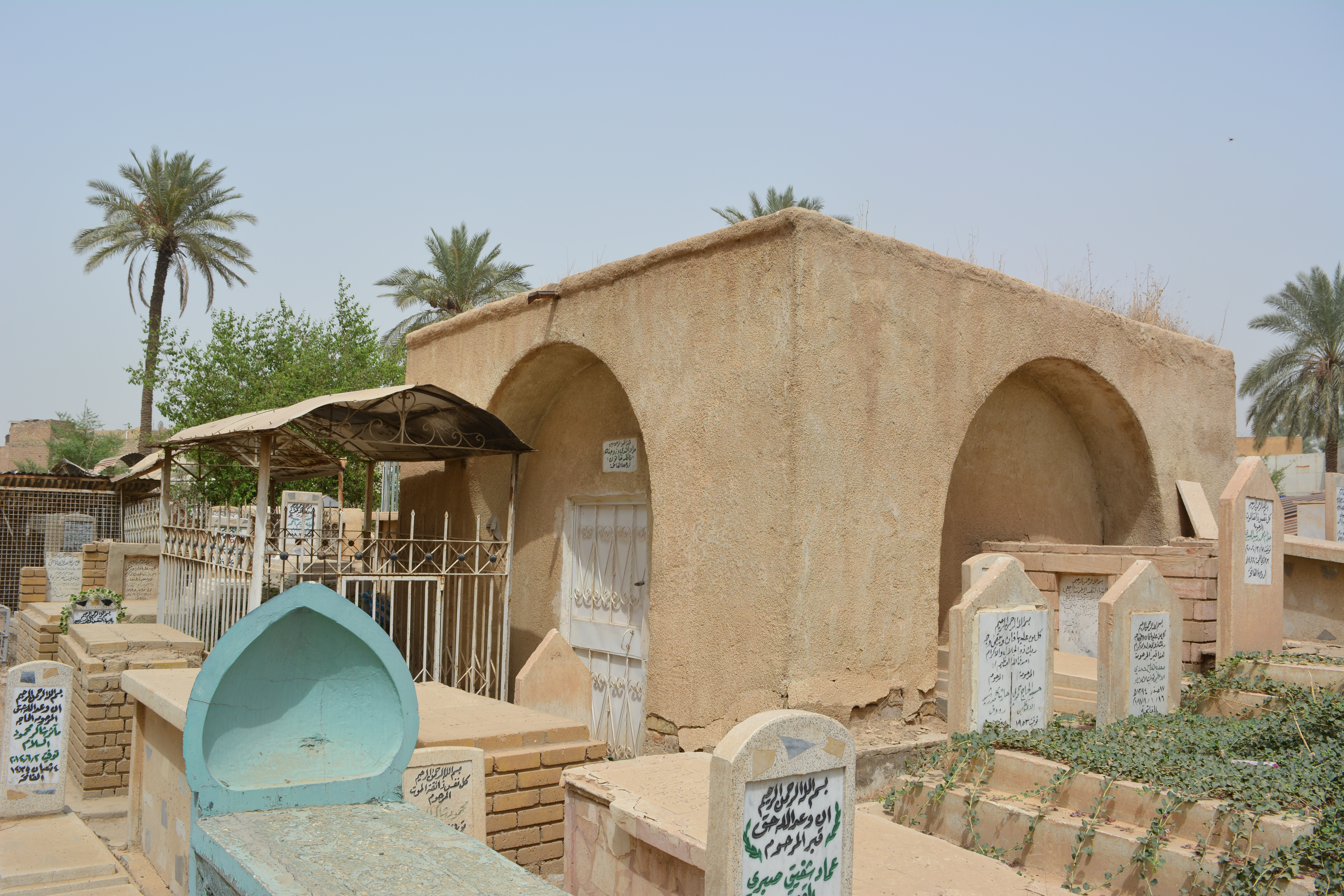
مقبرة الخيزران ببغداد بالعراق
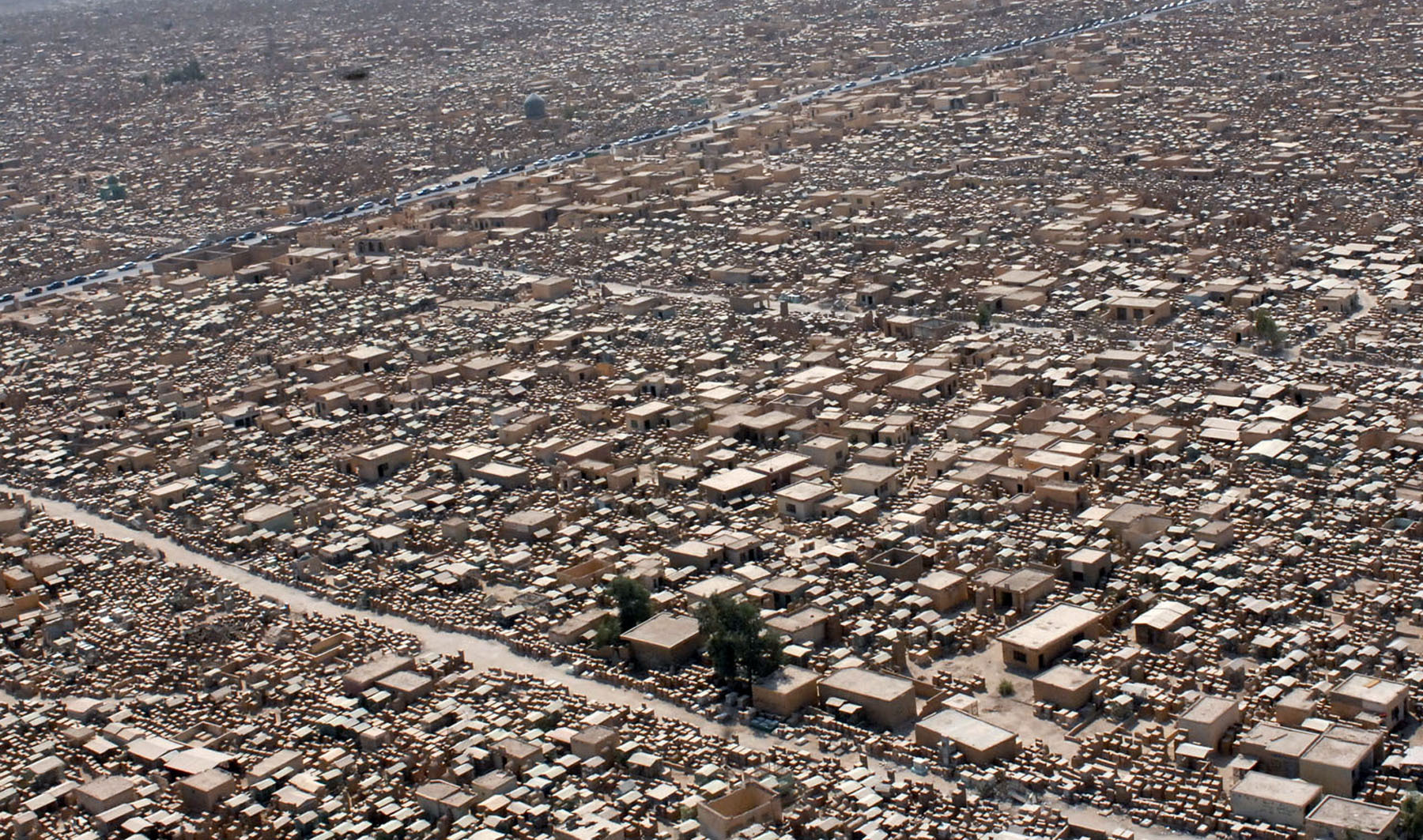
مقبرة وادي السلام ببغداد